# Vander Vieira
Vander Sacramento Vieira (Rio de Janeiro, 3 ottobre 1988) è un calciatore brasiliano, attaccante  attualmente svincolato.

## Palmarès

### Club

#### Competizioni nazionali
- Campionato cipriota: 2

APOEL: 2015-2016, 2016-2017